# Mario Zotta

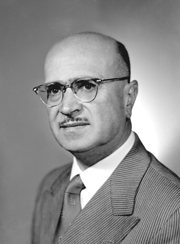
Mario Zotta

Mario Zotta (* 6. November 1904 in Pietragalla, Provinz Potenza; † 21. Februar 1963) war ein italienischer Politiker der Democrazia Cristiana (DC), der zwischen 1948 und 1963 Mitglied des Senats (Senato della Repubblica) sowie zeitweilig Minister war.

## Leben
Zotta absolvierte ein Studium der Rechtswissenschaften und schloss dieses mit der Laurea in giurisprudenza ab. Er war danach als Rechtsanwalt sowie zeitweise als Mitglied des Staatsrates (Consiglio di Stato) tätig. Bei den Parlamentswahlen vom 2. Juni 1946 wurde er für die Democrazia Cristiana (DC) zum Mitglied der Verfassunggebenden Versammlung (Assemblea Costituente) und vertrat in dieser bis zum 31. Januar 1948 den Wahlkreis XXVII Potenza. Bei den Wahlen vom 18. April 1948 wurde er dann für die DC in der Region Basilicata zum Mitglied des Senats (Senato della Repubblica) gewählt. Während der ersten Legislaturperiode gehörte er vom 16. Juni 1948 bis zum 6. Juni 1951 dem Ständigen Ausschuss für Finanzen und Schatz sowie anschließend zwischen dem 7. Juni 1951 und dem 24. Juni 1953 dem Ständigen Ausschuss für Angelegenheiten des Ministerpräsidenten und Inneres an. Zugleich war er vom 8. Mai 1948 bis zum 31. Dezember 1949 sowie erneut zwischen dem 1. Januar 1951 und dem 31. Dezember 1952 Mitglied des Fraktionsvorstandes der DC.
In der zweiten Legislaturperiode war er vom 25. Juni 1953 bis zum 15. März 1954 weiterhin dem Ständigen Ausschuss für Angelegenheiten des Ministerpräsidenten und Inneres an. Im achten Kabinett De Gasperi sowie im Kabinett Pella bekleidete Zotta vom 17. Juli 1953 bis zum 17. Januar 1954 das Amt eines Unterstaatssekretärs im Schatzministerium (Sottosegretario di Stato per il tesoro). Zwischen dem 19. Februar und dem 11. Juni 1954 gehörte er wieder dem Ständigen Ausschuss für Finanzen und Schatz an. Er war ferner vom 16. März 1954 bis zum 2. Juli 1957 Vorsitzender des Ständigen Ausschusses für Angelegenheiten des Ministerpräsidenten und Inneres, dem er danach zwischen dem 3. Juli 1957 und dem 11. Juni 1958 wieder als Mitglied angehörte. Zwischenzeitlich war er zwischen dem 18. Januar 1955 und dem 11. Juni 1958 Vorsitzender der Beratungskommission für den Status der Mitarbeiter des öffentlichen Dienstes (Commissione consultiva statuto degli impiegati civili) sowie vom 15. Februar 1956 bis zum 16. Mai 1957 auch Vorsitzender des Ständigen Ausschusses für Finanzen und Schatz.
Am 19. Mai 1957 wurde er als Minister ohne Geschäftsbereich für die Reform der öffentlichen Verwaltung (Ministro senza portafoglio per la riforma della pubblica amministrazione) in das Kabinett Zoli berufen und gehörte diesem bis zum 30. Juni 1958 an. Zuletzt war er während der dritten Legislaturperiode zwischen dem 9. Juli 1958 und seinem Tode am 21. Februar 1963 weiterhin Mitglied des Ständigen Ausschusses für Angelegenheiten des Ministerpräsidenten und Inneres.